# Liste der Countys in North Carolina
Der US-Bundesstaat North Carolina ist in 100 Countys unterteilt:
- Alamance County
- Alexander County
- Alleghany County
- Anson County
- Ashe County
- Avery County
- Beaufort County
- Bertie County
- Bladen County
- Brunswick County
- Buncombe County
- Burke County
- Cabarrus County
- Caldwell County
- Camden County
- Carteret County
- Caswell County
- Catawba County
- Chatham County
- Cherokee County
- Chowan County
- Clay County
- Cleveland County
- Columbus County
- Craven County
- Cumberland County
- Currituck County
- Dare County
- Davidson County
- Davie County
- Duplin County
- Durham County
- Edgecombe County
- Forsyth County
- Franklin County
- Gaston County
- Gates County
- Graham County
- Granville County
- Greene County
- Guilford County
- Halifax County
- Harnett County
- Haywood County
- Henderson County
- Hertford County
- Hoke County
- Hyde County
- Iredell County
- Jackson County
- Johnston County
- Jones County
- Lee County
- Lenoir County
- Lincoln County
- Macon County
- Madison County
- Martin County
- McDowell County
- Mecklenburg County
- Mitchell County
- Montgomery County
- Moore County
- Nash County
- New Hanover County
- Northampton County
- Onslow County
- Orange County
- Pamlico County
- Pasquotank County
- Pender County
- Perquimans County
- Person County
- Pitt County
- Polk County
- Randolph County
- Richmond County
- Robeson County
- Rockingham County
- Rowan County
- Rutherford County
- Sampson County
- Scotland County
- Stanly County
- Stokes County
- Surry County
- Swain County
- Transylvania County
- Tyrrell County
- Union County
- Vance County
- Wake County
- Warren County
- Washington County
- Watauga County
- Wayne County
- Wilkes County
- Wilson County
- Yadkin County
- Yancey County